# West (papierosy)

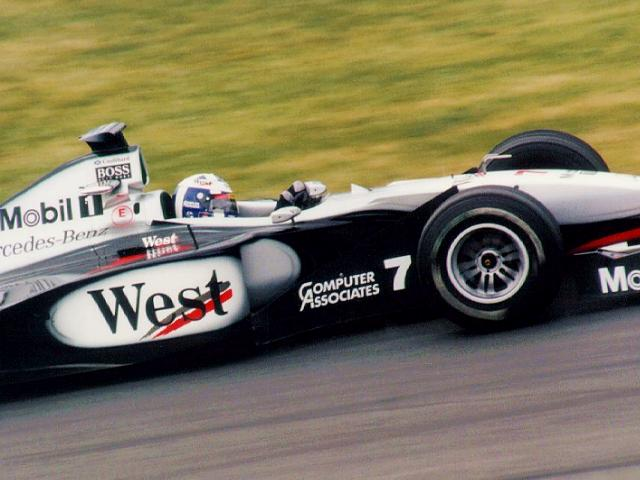
Bolid McLarena z logo firmy

West – niemiecka marka papierosów firmy Reemtsma wchodzącej w skład brytyjskiego koncernu Imperial Tobacco. Marka West jest sprzedawana w ponad 90. krajach świata, w tym wszystkich krajach Unii Europejskiej.

## Historia
Marka West po raz pierwszy pojawiła się w sprzedaży w Niemczech w 1981 roku. Papierosy te można było kupić jedynie w nielicznych sklepach, głównie sprzedających ekskluzywne marki. Od 1987 papierosy stały się dostępne w hipermarketach, a także automatach do sprzedaży papierosów. W Polsce stały się powszechnie dostępne w połowie lat 90. XX wieku, markę reklamował aktor Bogusław Linda.
West jest drugą najsilniejszą marką papierosową na rynku niemieckim (stan na rok 2006). Firma przeprowadza intensywną kampanię promocyjną w celu pojawienia się na nowych rynkach zbytu.

## Warianty
Obecnie w Polsce, Westy są sprzedawane w czterech wariantach smakowych:
- West Red
- West Red 100 (rzadko spotykany)
- West Silver
- West Silver 100 (rzadko spotykany)
- West Silver Superslims
- West Ice (wariant smakowy)
- West Ice Superslims
- West Fusion Ice
- West Fusion Silver
- West Fusion White
- West Duo (po ściśnięciu filtra zmienia smak na menthol'owy, w sprzedaży od listopada 2011).

Oprócz tego poza granicami Polski występują następujące warianty:
- West Blue
- West Rich Blue

Wariant West 100 występuje również m.in. w Norwegii. Są to papierosy o długości 100 mm w przeciwieństwie do tradycyjnych papierosów o długości 84 mm.
Ponadto w końcu 2008 roku na rynku w Polsce papierosy West zaczęły pojawiać się w nowym opakowaniu (zmieniono design paczki). Smak pozostał niezmieniony.

## Sponsoring
Marka była jednym z oficjalnych sponsorów zespołu McLaren w latach 1997–2005. Firma wycofała się ze sponsoringu po nałożeniu przez Unię Europejską zakazu reklamowania wyrobów tytoniowych.